# Pero Sudar
Pero Sudar (Bare, 3. srpnja 1951.) hrvatski je prelat Katoličke Crkve koji je služio kao pomoćni biskup vrhbosanski od 1993. do 2019. godine.

## Životopis
Rođen je 3. srpnja 1951. u Barama, općina Konjic. Osnovnu školu pohađao je u Barama i Seonici, a gimnaziju kod isusovaca u Zagrebu i Dubrovniku. Filozofsko-teološki studij završio je u Sarajevu. Tamo je i zaređen za svećenika 29. lipnja 1977. godine. Zatim je jednu godinu djelovao na župi Komušini kao župni vikar te je bio upućen na studij kanonskog prava u Rim. Na Papinskom sveučilištu Urbaniana je doktorirao iz kanonskog prava na temu „Pojam fizičke osobe u zakonodavstvu Crkve”.
Od 1985. bio je sudski vikar i član Ordinarijata. Od 1986. počeo je predavati na Vrhbosanskoj katoličkoj teologiji, a u jesen 1989. izabran je za dekana i rektora Vrhbosanske katoličke bogoslovije. Za naslovnog biskupa seljskog i pomoćnog biskupa Vrhbosanske nadbiskupije imenovan je 10. svibnja 1993. godine.
Za biskupa ga je zaredio kardinal Vinko Puljić, 6. siječnja 1994., u sarajevskoj katedrali.
Dana 18. listopada 2019. umirovljen je sa dužnosti pomoćnog biskupa vrhbosanskoga.

### Mrežna sjedišta
- Mons. Pero Sudar – pomoćni biskup u miru. www.vrhbosanska-nadbiskupija.org. Pristupljeno 12. studenoga 2024.

## Vanjske poveznice
Ostali projekti
|  | Zajednički poslužitelj ima još gradiva o temi Pero Sudar |